# Manič
(Zapadni) Manič ili (Zapadni) Manjič (ruski: Маныч, За́падный Ма́ныч) je rijeka u ruskoj crnomorskoj-kaspijskoj stepi. Manič teče kroz zapadni i sjeverni dio Kumo-maničke udoline. U antičkim vremenima rijeka se zvala Lik.
Rijeka Manič je duga 420 kilometara. izvor rijeke se nalazi kraj usća rijeke Kalaus u jugozapadnom dijelu Kalmičke. Manič se ulijeva u rijeku Don kraja mjesta Manjičkaje, istočne od Rostova na Donu.
Uz Manič od izvora prema ušću nalaze se:
- brana kod 45°42′N 44°06′E / 45.70°N 44.10°E na ušću rijeke Kalaus koja blokira prolaz istočno prema Istočnome Maniču.
- Ljisij Liman rezervoar (brana kod 45°52′N 44°12′E / 45.87°N 44.20°E) između dvije brane.
- dio koji je gotovo suh
- jezero Manič-Gudilo
- Proletarski rezervoar (brana kod 46°37′53″N 41°39′36″E / 46.63139°N 41.66000°E, kraj grada Proletarska)
- Veselovski rezervoar (brana kod 47°06′36″N 40°46′37″E / 47.11000°N 40.77694°E, kraj Veseljija)
- Ust-Manički rezervoar, kraja ušća rijeke Manič (brana kod 47°14′20″N 40°15′53″E / 47.23889°N 40.26472°E)

## Vanjske poveznice
|  | Zajednički poslužitelj ima još gradiva o temi Manič |